# 牛皮 (股票)
牛皮，或稱牛皮偏軟，是香港股市的一個常用詞語，指股票價格上升或下降幅不大，沒多大的變化。其特徵是成交量很小，有如牛的皮膚一樣堅韌，無論怎樣拉，都不會有多大的變化，所以股市沒多大變化、好友（看好股市，買入股票）和淡友（看淡股市，賣出股票）角力的時候，就被稱為 「牛皮市」。